# Cleome moricandii
Cleome moricandii là một loài thực vật có hoa trong họ Màng màng. Loài này được Briq. mô tả khoa học đầu tiên năm 1914.